# Tilloy-lès-Hermaville
Tilloy-lès-Hermaville est une commune française située dans le département du Pas-de-Calais en région Hauts-de-France. L'orthographe locale d'usage est Tilloy lez Hermaville.
La commune fait partie de la communauté de communes des Campagnes de l'Artois qui regroupe 96 communes et compte 33 141 habitants en 2021.

## Géographie

### Localisation
Localisée dans le sud-est du département du Pas-de-Calais, Tilloy-lès-Hermaville est une commune située, à vol d'oiseau, à 6 km au nord de la commune d'Avesnes-le-Comte et à 16 km au nord-ouest de la commune d’Arras (aire d'attraction, chef-lieu d'arrondissement et préfecture du Pas-de-Calais).
Le territoire de la commune est limitrophe de ceux de six communes.
Les communes limitrophes sont Savy-Berlette, Aubigny-en-Artois, Berles-Monchel, Hermaville, Izel-lès-Hameau et Lattre-Saint-Quentin.

### Géologie et relief
La superficie de la commune est de 2,87 km2 ; son altitude varie de 99  à   138 mètres.

### Hydrographie
La commune est située dans le bassin Artois-Picardie. Elle n'est drainée par aucun cours d'eau,.

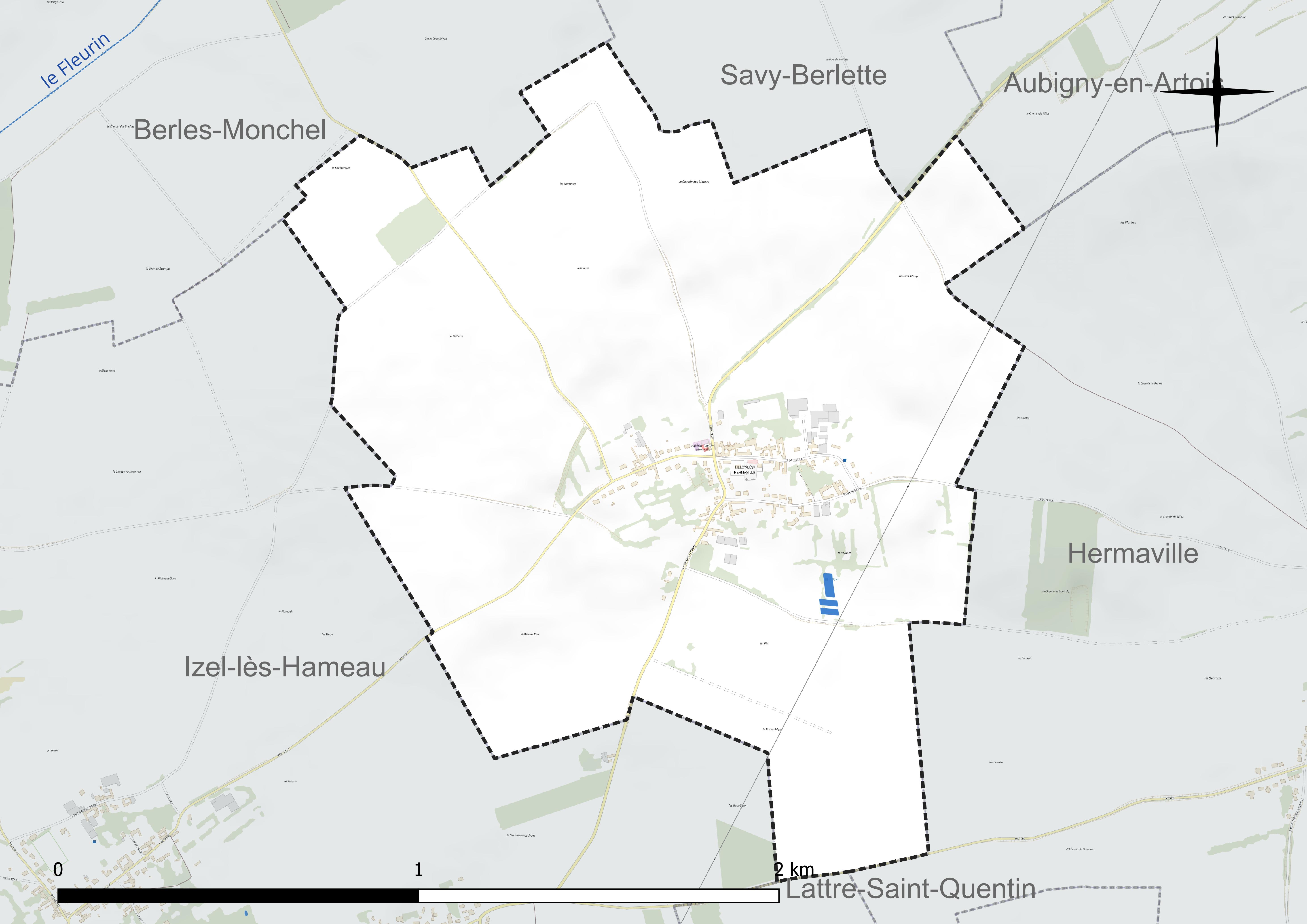
Réseau hydrographique de Tilloy-lès-Hermaville.

### Climat
Pour des articles plus généraux, voir Climat des Hauts-de-France et Climat du Nord-Pas-de-Calais.
En 2010, le climat de la commune est de type climat océanique dégradé des plaines du Centre et du Nord, selon une étude du Centre national de la recherche scientifique (CNRS) s'appuyant sur une série de données couvrant la période 1971-2000. En 2020, Météo-France publie une typologie des climats de la France métropolitaine dans laquelle la commune est exposée à un climat océanique et est dans la région climatique Côtes de la Manche orientale, caractérisée par un faible ensoleillement (1 550 h/an) ; forte humidité de l'air (plus de 20 h/jour avec humidité relative > 80 % en hiver), vents forts fréquents.
Pour la période 1971-2000, la température annuelle moyenne est de 10,1 °C, avec une amplitude thermique annuelle de 14,2 °C. Le cumul annuel moyen de précipitations est de 793 mm, avec 12,3 jours de précipitations en janvier et 9,2 jours en juillet. Pour la période 1991-2020, la température moyenne annuelle observée sur la station météorologique la plus proche, située sur la commune de Saulty à 13 km à vol d'oiseau, est de 10,4 °C et le cumul annuel moyen de précipitations est de 899,7 mm,. Pour l'avenir, les paramètres climatiques de la commune estimés pour 2050 selon différents scénarios d'émission de gaz à effet de serre sont consultables sur un site dédié publié par Météo-France en novembre 2022.

### Paysages
Pour un article plus général, voir Paysage en France.
La commune est située dans le « paysage des grands plateaux artésiens et cambrésiens » tel que défini dans l'atlas des paysages de la région Nord-Pas-de-Calais, conçu par la direction régionale de l'Environnement, de l'Aménagement et du Logement (DREAL),. Ce paysage, qui concerne 238 communes, est dominé par les « grandes cultures » de céréales et de betteraves industrielles qui représentent 70 % de la surface agricole utilisée (SAU).

## Urbanisme

### Typologie
Au 1er janvier 2024, Tilloy-lès-Hermaville est catégorisée commune rurale à habitat dispersé, selon la nouvelle grille communale de densité à sept niveaux définie par l'Insee en 2022.
Elle est située hors unité urbaine. Par ailleurs la commune fait partie de l'aire d'attraction d'Arras, dont elle est une commune de la couronne,. Cette aire, qui regroupe 163 communes, est catégorisée dans les aires de 50 000 à moins de 200 000 habitants,.

### Occupation des sols
L'occupation des sols de la commune, telle qu'elle ressort de la base de données européenne d'occupation biophysique des sols Corine Land Cover (CLC), est marquée par l'importance des territoires agricoles (91,3 % en 2018), une proportion identique à celle de 1990 (91,3 %). La répartition détaillée en 2018 est la suivante : 
terres arables (79,2 %), prairies (12,1 %), zones urbanisées (8,7 %). L'évolution de l'occupation des sols de la commune et de ses infrastructures peut être observée sur les différentes représentations cartographiques du territoire : la carte de Cassini (XVIIIe siècle), la carte d'état-major (1820-1866) et les cartes ou photos aériennes de l'IGN pour la période actuelle (1950 à aujourd'hui).

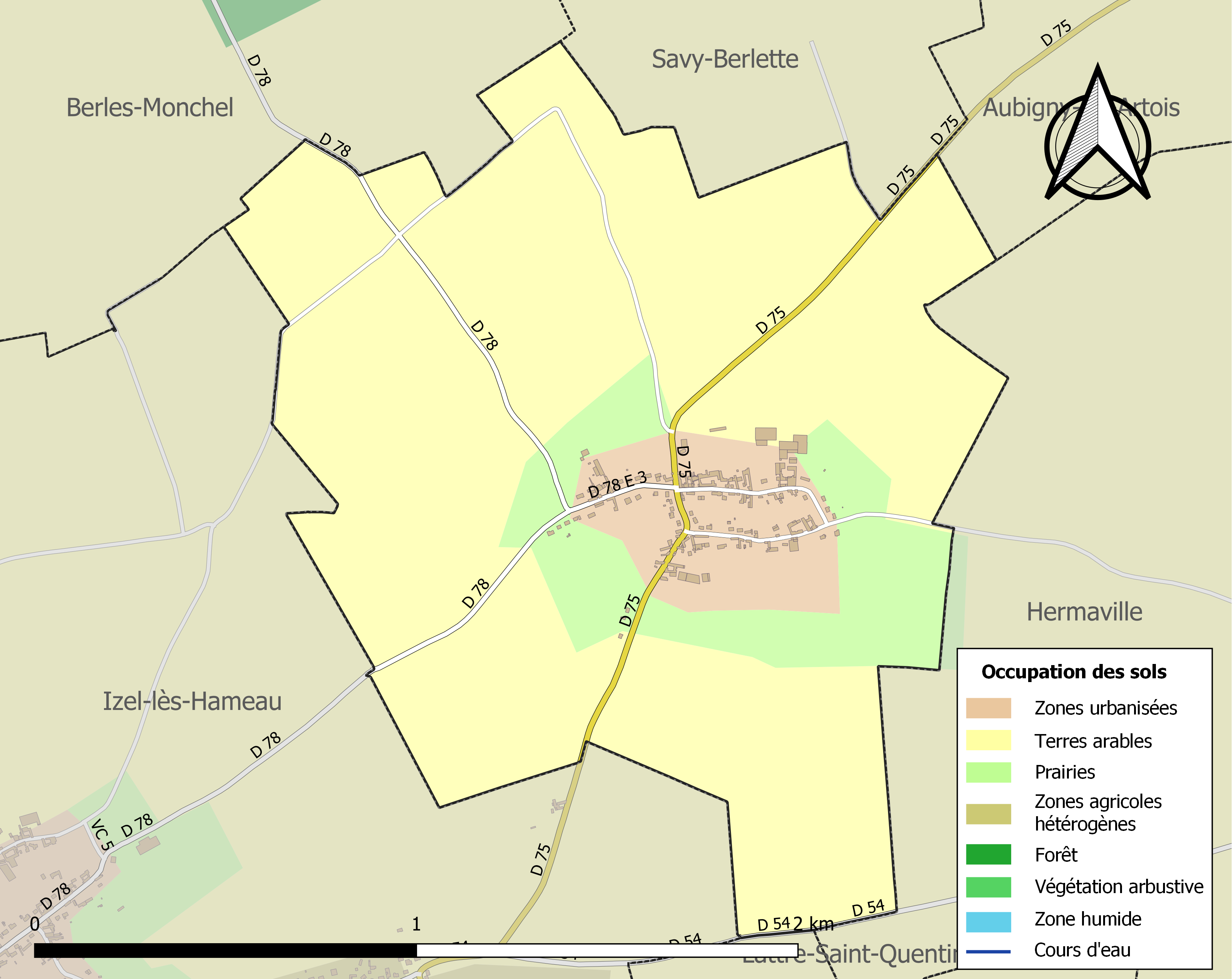
Carte des infrastructures et de l'occupation des sols de la commune en 2018 (CLC).

### Voies de communication et transports

#### Transport ferroviaire
La commune était desservie, de 1895 à 1948, par la ligne de chemin de fer Lens - Frévent, une ancienne ligne de chemin de fer qui reliait les communes de Lens et de Frévent.

## Toponymie
Le nom de la localité est attesté sous les formes Tilia (1155) ; Tiloi (vers 1170) ; Tillia (XIIe siècle) ; Tilloi (XIIIe siècle) ; Tylloi (XIIIe siècle) ; Thelloi-lez-Harmaville (1517) ; Tilloy (XVIIIe siècle).
La préposition « lès » permet de signifier la proximité d'un lieu géographique par rapport à un autre lieu. En règle générale, il s'agit d'une localité qui tient à se situer par rapport à une ville voisine plus grande. La commune de Tilloy indique qu'elle se situe près de Hermaville.

## Histoire
Pierre Auguste Marie de Wazières (1725-1781) est seigneur de Tilloy-les-Hermaville. Il est le fils de François Eugène Dominique, écuyer, seigneur de Roncq, et de sa cousine germaine Madeleine Françoise Cuvillon. Seigneur de Roncq après son père, il détient plusieurs biens de la famille : Beaupré (sur Haubourdin), la Volandre, Gheluwebrouck (marais de Geluwe?), Tonquelle, Sainte-Marie-Kerque, La Mutte Saint-Georges, Clairbourdin, Landsbrigghe, etc., dit Le Vicomte de Langlé et de Saint-Georges. Il nait à Lille en octobre 1725 (baptisé le 31 octobre 1725), accède à la bourgeoisie de Lille le 23 avril 1756, est nommé bailli d'Halluin de 1760 à 1779, grand bailli de Comines, député des États de la Flandre Wallonne, créé comte de Roncq en septembre 1768. Il meurt à Paris le 6 décembre 1781, est enterré à Roncq. Il épouse d'abord à Béthune le 23 février 1756 Charlotte Joseph Ghislaine de Preudhomme d'Haillies, fille d'Antoine Joseph, marquis de Verquigneul et de Catherine Constance Eugénie de Dion, née en 1732, morte à Lille le 15 février 1769. Il prend ensuite pour femme le 6 juin 1770 Marie Thérèse de Carondelet, fille de Jean, baron de Noyelles, et de Marie Bernardine de Rasoir, née en 1738, morte à Boulogne-sur-Mer le 16 août 1820.
En 1789, Marie Madeleine Françoise de Wazières, est dame de (les hommes sont seigneur de, les femmes, fille ou veuve, sont dame de) Le Rive (sans doute fief sur Marquette-lez-Lille, Tilloy-les-Hermaville, Sainte-Marie-Kerque, domiciliée à Armentières, est sœur et héritière de Pierre Auguste Marie de Wazières. Elle détient également une seigneurie à Saint-Georges-sur-l'Aa, dans la châtellenie de Bourbourg.

### Première Guerre mondiale
A différents moments de la guerre, des villages comme Tilloy, en arrière du front servent de lieux de cantonnement pour les troupes retirées du front pour quelques jours de repos.  Pendant cette période de cantonnement, les troupes récupèrent, se livrent à des opérations de nettoyage de leurs équipements et suivent des périodes d'instruction, d'entrainement à la marche...
C'est le cas en novembre 1914 ou encore, lors de la Bataille de l'Artois (mai-juin 1915), un des affrontements de la Première Guerre mondiale, Tilloy-les-Hermaville, située à l'arrière du front, accueille des soldats relevés du front fin mai début juin 1915.  D'autres villages des environs, Givenchy-le-Noble, Beaufort-Blavincourt, Beaudricourt, Sus-Saint-Léger, servent également de lieu de cantonnement en juin 1915 pendant cette bataille.
La commune accueille de nouveau des troupes en septembre 1915.

## Politique et administration

### Découpage territorial
La commune se trouve dans l'arrondissement d'Arras du département du Pas-de-Calais.

#### Commune et intercommunalités
La commune est membre de la communauté de communes des Campagnes de l'Artois.

#### Circonscriptions administratives
La commune est rattachée au canton d'Avesnes-le-Comte.

#### Circonscriptions électorales
Pour l'élection des députés, la commune fait partie de la première circonscription du Pas-de-Calais.

### Élections municipales et communautaires

#### Liste des maires
| Période                                  | Période                    | Identité        | Étiquette | Qualité                                    |
| ---------------------------------------- | -------------------------- | --------------- | --------- | ------------------------------------------ |
| Les données manquantes sont à compléter. |                            |                 |           |                                            |
| mars 1989                                | 2020                       | Alain Bailleul  | SE        | Réélu pour le mandat 2014-2020,            |
| 25 mai 2020                              | En cours (au 7 avril 2022) | David Duchateau |           | Ingénieur et cadre technique d'entreprise, |

## Démographie

### Évolution démographique
L'évolution du nombre d'habitants est connue à travers les recensements de la population effectués dans la commune depuis 1793. Pour les communes de moins de 10 000 habitants, une enquête de recensement portant sur toute la population est réalisée tous les cinq ans, les populations de référence des années intermédiaires étant quant à elles estimées par interpolation ou extrapolation. Pour la commune, le premier recensement exhaustif entrant dans le cadre du nouveau dispositif a été réalisé en 2007.

En 2022, la commune comptait 216 habitants, en évolution de −3,57 % par rapport à 2016 (Pas-de-Calais : −0,72 %, France hors Mayotte : +2,11 %).
| 1793 | 1800 | 1806 | 1821 | 1831 | 1836 | 1841 | 1846 | 1851 |
| ---- | ---- | ---- | ---- | ---- | ---- | ---- | ---- | ---- |
| 210  | 223  | 243  | 255  | 253  | 238  | 247  | 241  | 262  |

| 1856 | 1861 | 1866 | 1872 | 1876 | 1881 | 1886 | 1891 | 1896 |
| ---- | ---- | ---- | ---- | ---- | ---- | ---- | ---- | ---- |
| 226  | 216  | 226  | 239  | 222  | 238  | 223  | 215  | 205  |

| 1901 | 1906 | 1911 | 1921 | 1926 | 1931 | 1936 | 1946 | 1954 |
| ---- | ---- | ---- | ---- | ---- | ---- | ---- | ---- | ---- |
| 211  | 207  | 202  | 191  | 189  | 170  | 151  | 149  | 170  |

| 1962 | 1968 | 1975 | 1982 | 1990 | 1999 | 2006 | 2007 | 2012 |
| ---- | ---- | ---- | ---- | ---- | ---- | ---- | ---- | ---- |
| 164  | 139  | 137  | 149  | 186  | 178  | 207  | 211  | 229  |

| 2017 | 2022 | - | - | - | - | - | - | - |
| ---- | ---- | - | - | - | - | - | - | - |
| 223  | 216  | - | - | - | - | - | - | - |

## Culture locale et patrimoine

### Lieux et monuments

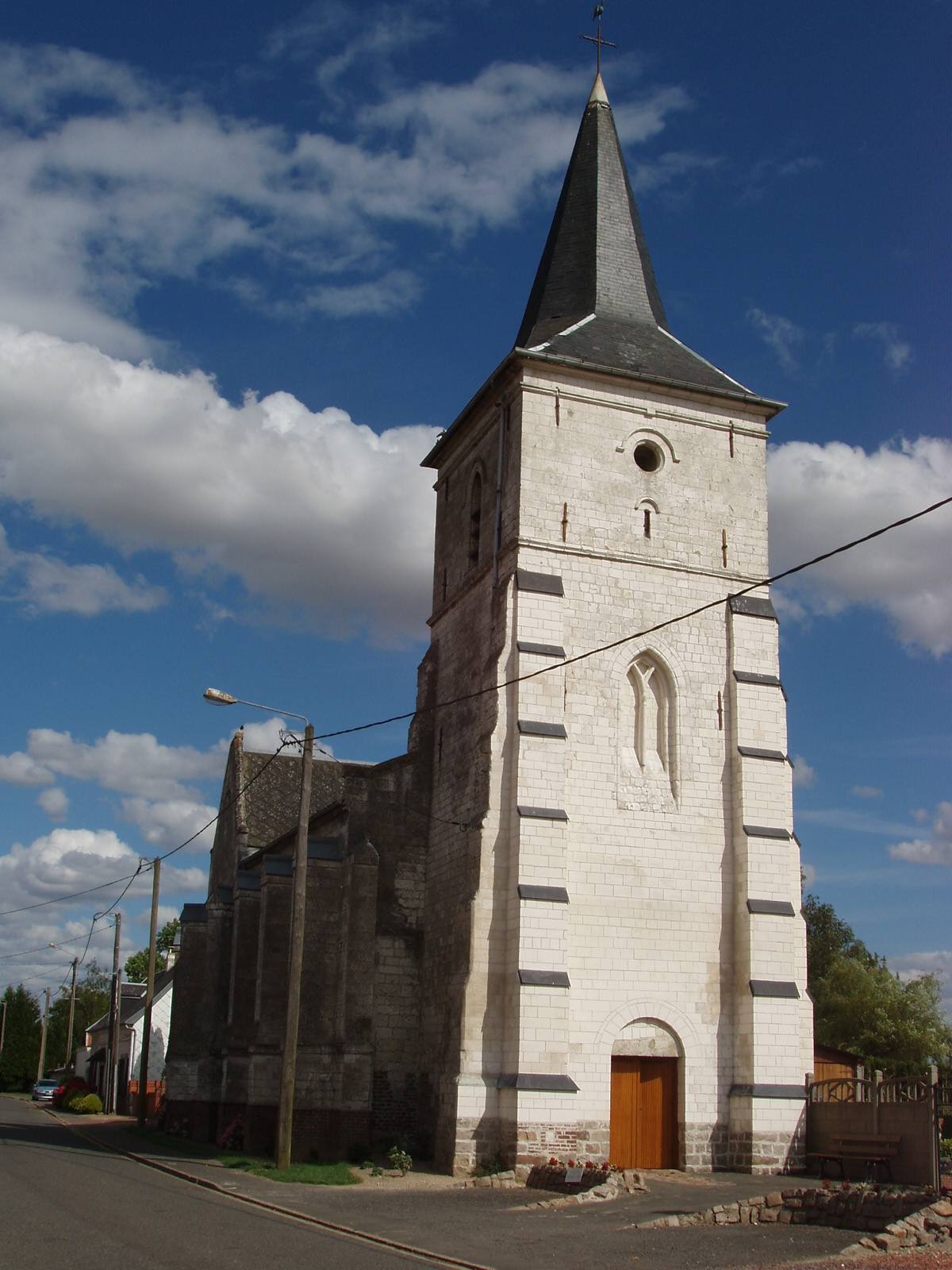
Église.
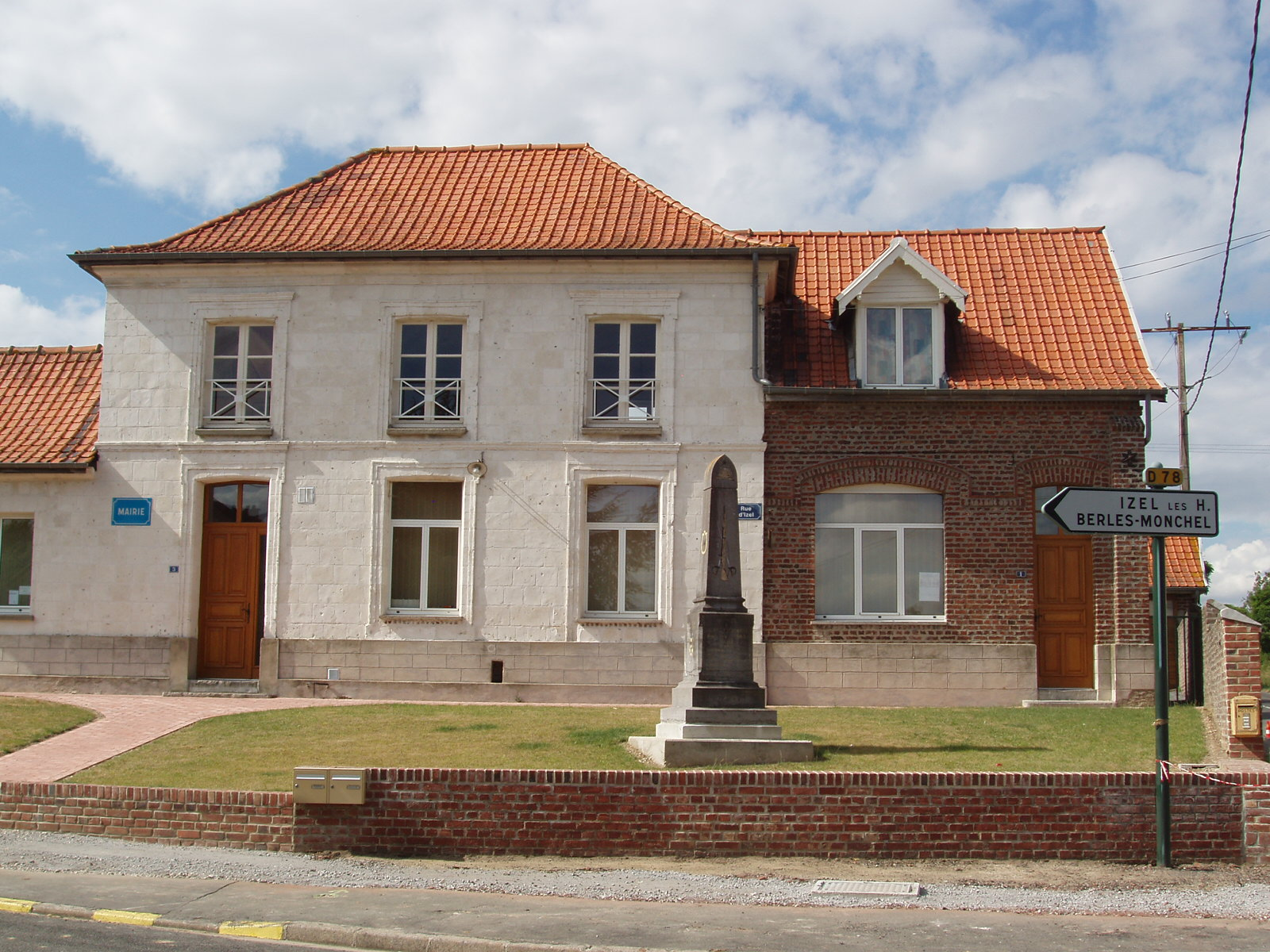
Mairie.
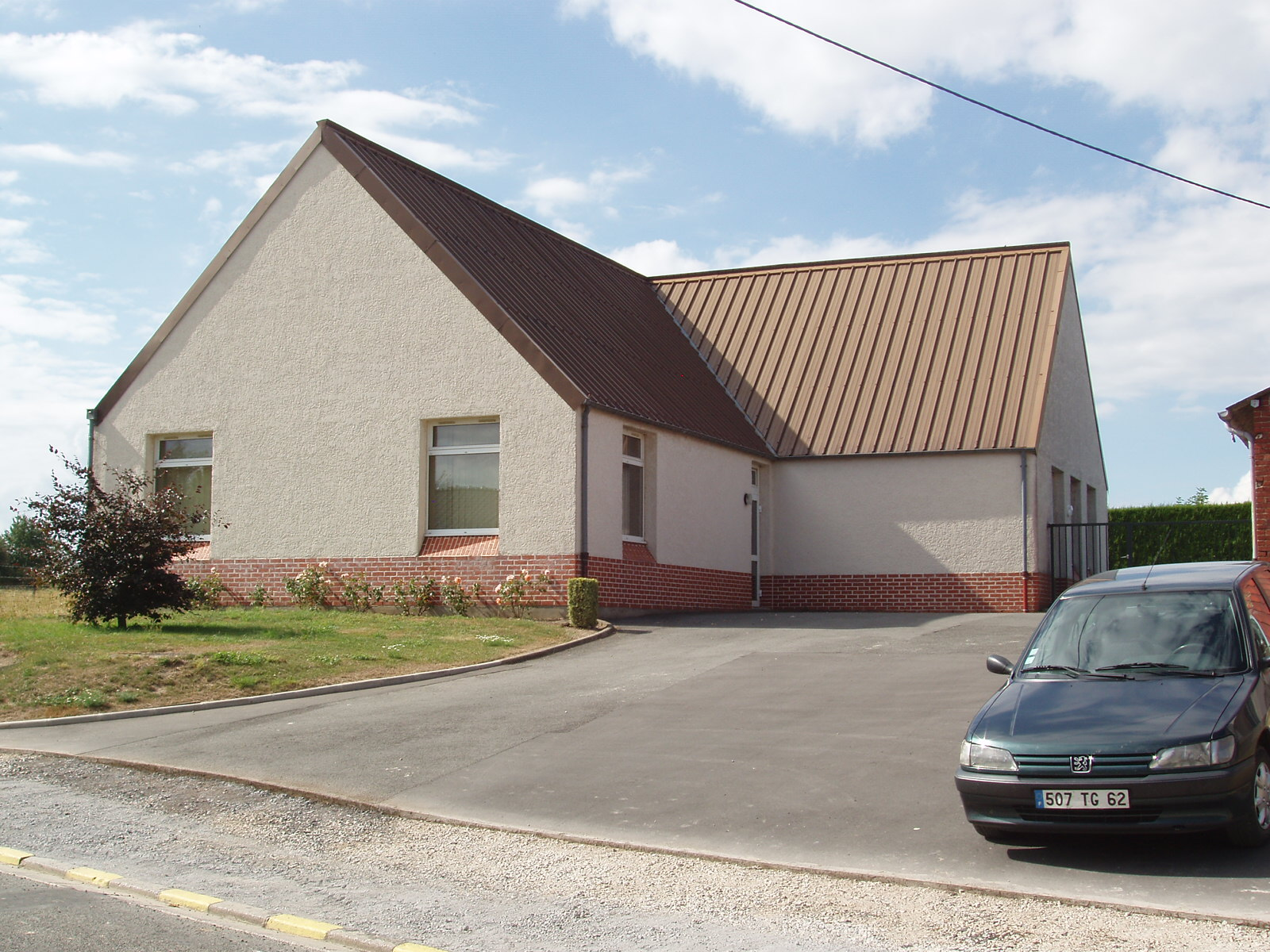
Salle des Fêtes.

### Héraldique
| Armes de Tilloy-lès-Hermaville | Les armes de Tilloy-lès-Hermaville se blasonnent ainsi : d'or aux deux branches de tilleul de sinople posées en chevron renversé surmontées d'un lambel de gueules. |

## Pour approfondir